# Скеля «Бурлачка»
Ске́ля «Бурла́чка» — геологічна пам'ятка природи місцевого значення в Україні. Об'єкт природно-заповідного фонду Черкаської області. Розташована в Звенигородському районі Черкаської області, в смт Стеблів. 
Площа 0,1 га. Статус присвоєно згідно з рішенням Черкаського облвиконкому від 12.01.1982 року № 12. Установа, у віданні якої перебуває об'єкт — Стеблівська селищна громада.

## Галерея

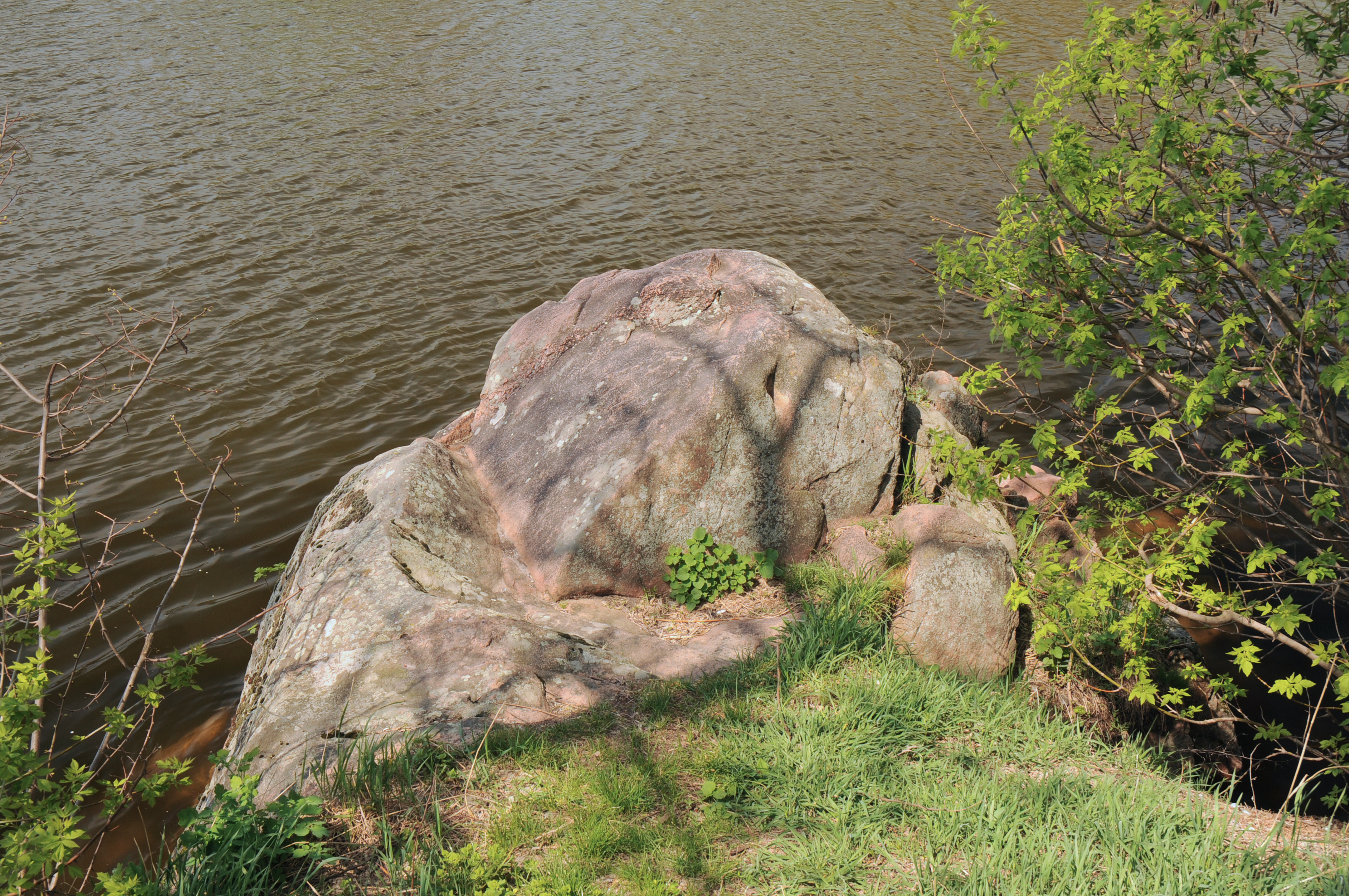
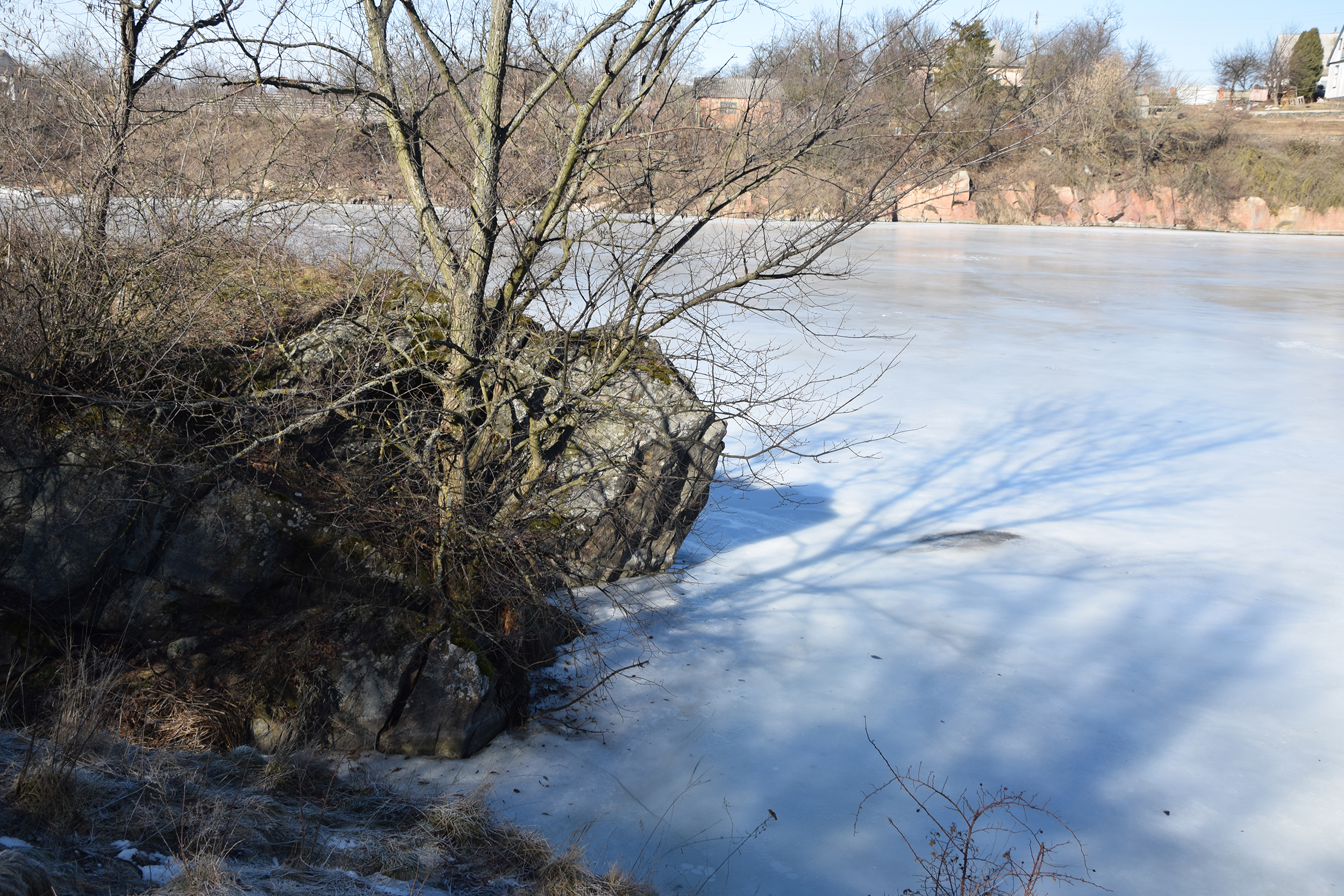

## Опис
Охороняється примітна скеля над річкою Рось в межах смт Стеблів, з якої відкривається огляд на ставок, який також має природоохоронний статус — загальнозоологічний заказник «Стеблівський». 